# فرانک بریر
فرانک بریر (انگلیسی: Franck Berrier; ۲ فوریهٔ ۱۹۸۴ – ۱۳ اوت ۲۰۲۱) بازیکن فوتبال اهل فرانسه بود.
از باشگاه‌هایی که در آن بازی کرده‌است می‌توان به باشگاه فوتبال کان، باشگاه فوتبال زولته وارخم، باشگاه فوتبال اوستنده، باشگاه فوتبال کن، و باشگاه فوتبال استاندارد لیژ اشاره کرد.